# Cambio CarSharing
Cambio Carsharing (Eigenschreibweise: cambio CarSharing) bzw. kurz Cambio (Eigenschreibweise: cambio) ist eine europäische Dienstleistungs-Unternehmensgruppe in der Carsharing-Branche, die in Deutschland und Belgien vertreten ist. Die Holding, die cambio Mobilitätsservice GmbH & Co. KG, wurde 2000 als Zusammenschluss von drei „Carsharing-Pionierunternehmen“ aus Aachen, Bremen und Köln gegründet und hat seither ihren Sitz in Bremen. Die Cambio-Gruppe bietet Carsharing für Privat- und Geschäftskunden an und unterhält Stand 2025 in 48 deutschen und mehr als 130 belgischen Städten insgesamt über 5.700 Fahrzeuge für mehr als 200.000 Kunden.

## Ziele
Als sich 1990 zeitgleich in Aachen und Bremen zwei Vereine gründeten, die ein „umweltschonendes Verkehrsverhalten“ fördern wollten, lag nach Aussage von Joachim Schwarz, Gründungsmitglied von StadtAuto Bremen und heutiger Geschäftsführer der Cambio-Gruppe, eine „einfache Idee“ zugrunde: „Wir wollten Kosten sparen und die Zahl der Autos in den Straßen reduzieren.“
Stand Anfang 2019 wurde ein Cambio-Auto durchschnittlich von 44 Kunden gefahren und ersetzt zwischen 8 und 20 private Pkw. „Die gemeinschaftliche Nutzung entlastet insbesondere dicht besiedelte Wohnquartiere. Unser wichtigstes Unternehmensziel ist die Steigerung der städtischen Lebensqualität durch mehr Platz auf den Straßen“, erklärt Joachim Schwarz in der Selbstdarstellung der Cambio-Gruppe.

## Die Unternehmensgruppe

### Struktur
Die Cambio-Unternehmensgruppe ist gegenwärtig (Anfang 2024) ein Zusammenschluss von sechzehn Beteiligungs- und Partnerunternehmen in Deutschland und Belgien. Die Holding, die cambio Mobilitätsservice GmbH & Co. KG, hat ihren Sitz seit der Gründung im März 2000 in Bremen; Geschäftsführer sind Joachim Schwarz und Norbert Jagemann.
Die Holding betreibt selbst keinen Carsharing-Service, sondern stellt den Tochterunternehmen und Partnern in Form eines franchise-ähnlichen Angebots zentrale Dienstleistungen zur Verfügung, insbesondere Software, Marketing und Callcenter. Durch die 2005 gegründete Tochtergesellschaft Carsharing Service GmbH (CSS) bietet das Unternehmen zudem EDV und Callcenter für andere Carsharing-Firmen an.
Das eigentliche Carsharing-Geschäft wird vor Ort von eigenständigen Unternehmen betrieben, bei denen es sich meist um GmbHs handelt. Sowohl die Kundenbeziehungen und die Kundenpflege als auch der gesamte Fuhrpark liegen in der Verantwortung der lokalen Anbieter. Eigentümer der Cambio-Gruppe sind hauptsächlich Kunden und Mitarbeiter, was in der Entstehung von Cambio aus der Umweltbewegung und den ökologischen und ökonomischen Leitzielen begründet ist.

### Kennzahlen und Standorte
Der Umsatz der Cambio-Gruppe betrug 2024 insgesamt 66,5 Mio. Euro, davon wurden 32,3 Mio. in Deutschland und 34,2 Mio. in Belgien erwirtschaftet. Anfang 2021 beschäftigte die Gruppe rund 300 Mitarbeiter in Deutschland und Belgien. Seit der Gründung wurde Cambio Carsharing durchgehend mit dem Umweltzeichen Blauer Engel ausgezeichnet.
Gegenwärtig (Anfang 2025) hat die Unternehmensgruppe in Deutschland und Belgien mehr als 200.000 Kunden, davon mehr als 145.000 in Deutschland. Sie stellt mehr als 5.700 Cambio-Fahrzeuge an über 2.000 Stationen zur Verfügung, davon rund 2.700 Autos in Deutschland. Angeboten werden knapp 30 Fahrzeugmodelle in fünf Preisklassen. Darüber hinaus haben die Cambio-Kunden Zugriff auf insgesamt mehr als 5.700 Fahrzeuge in mehr als 210 Städten in Deutschland und Belgien, u. a. bei Partnerunternehmen außerhalb der Unternehmensgruppe. Rund ein Drittel der Nutzer sind Geschäftskunden, die meist Fahrzeuge für übliche Arbeitszeiten buchen, während die Privatkunden eher am Abend und am Wochenende fahren.
Cambio Deutschland ist gegenwärtig (April 2025) in folgenden 48 deutschen Gemeinden mit über 800 Stationen vertreten: Aachen, Achim, Alsdorf, Bad Münstereifel, Bad Zwischenahn, Berlin, Bielefeld, Blankenheim, Bonn, Bremen, Bremerhaven, Brühl, Delmenhorst, Dormagen, Dortmund, Düren, Düsseldorf, Emden, Erftstadt, Eschweiler, Euskirchen, Flensburg, Frechen, Hamburg, Herzogenrath, Hürth, Jülich, Kall, Kappeln, Kerpen, Köln, Leer, Lilienthal, Lüneburg, Oldenburg, Pulheim, Saarbrücken, Sankt Augustin, Siegburg, Troisdorf, Uelzen, Verden, Wilhelmshaven, Winsen (Luhe), Worpswede, Wuppertal,  Würselen und Zülpich.
Cambio Belgien ist gegenwärtig (September 2023) in 102 belgischen Städten mit mehr als 640 Stationen vertreten, unter anderem in: Aarlen, Antwerpen, Bergen, Brügge, Brüssel, Chiny, Gent, Hasselt, Kortrijk, Löwen, Lier, Lüttich, Mechelen, Mons, Namur, Oostende, Ottignies, Turnhout und Zwijndrecht.
Die Cambio-Unternehmensgruppe ist bei den stationsbasierten Carsharing-Anbietern das zweitgrößte Carsharing-Unternehmen in Deutschland.

### Fahrzeugnutzung
Die Fahrzeuge können von den Kunden rund um die Uhr telefonisch, über das Internet und mit der Hilfe von Smartphone-Apps bis zu 360 Tage im Voraus gebucht werden. Die Fahrtdauer kann zwischen einer Stunde und 30 Tagen betragen. Die Buchung wird innerhalb weniger Minuten an die Fahrzeugstation übertragen. An der Station werden der Schlüsseltresor bzw. das Fahrzeug mit einer personalisierten Chipkarte oder per Smartphone-Apps geöffnet. Nach der Rückgabe des Wagens werden die Fahrtdaten zur Abrechnung an die Zentrale übertragen.
Berechnet werden die Zahl der gefahrenen Kilometer und die Nutzungsdauer. Die Kosten für Benzin, Autoversicherung, Steuern, Wartung und Abschreibung sind darin inbegriffen.

### Geschichte

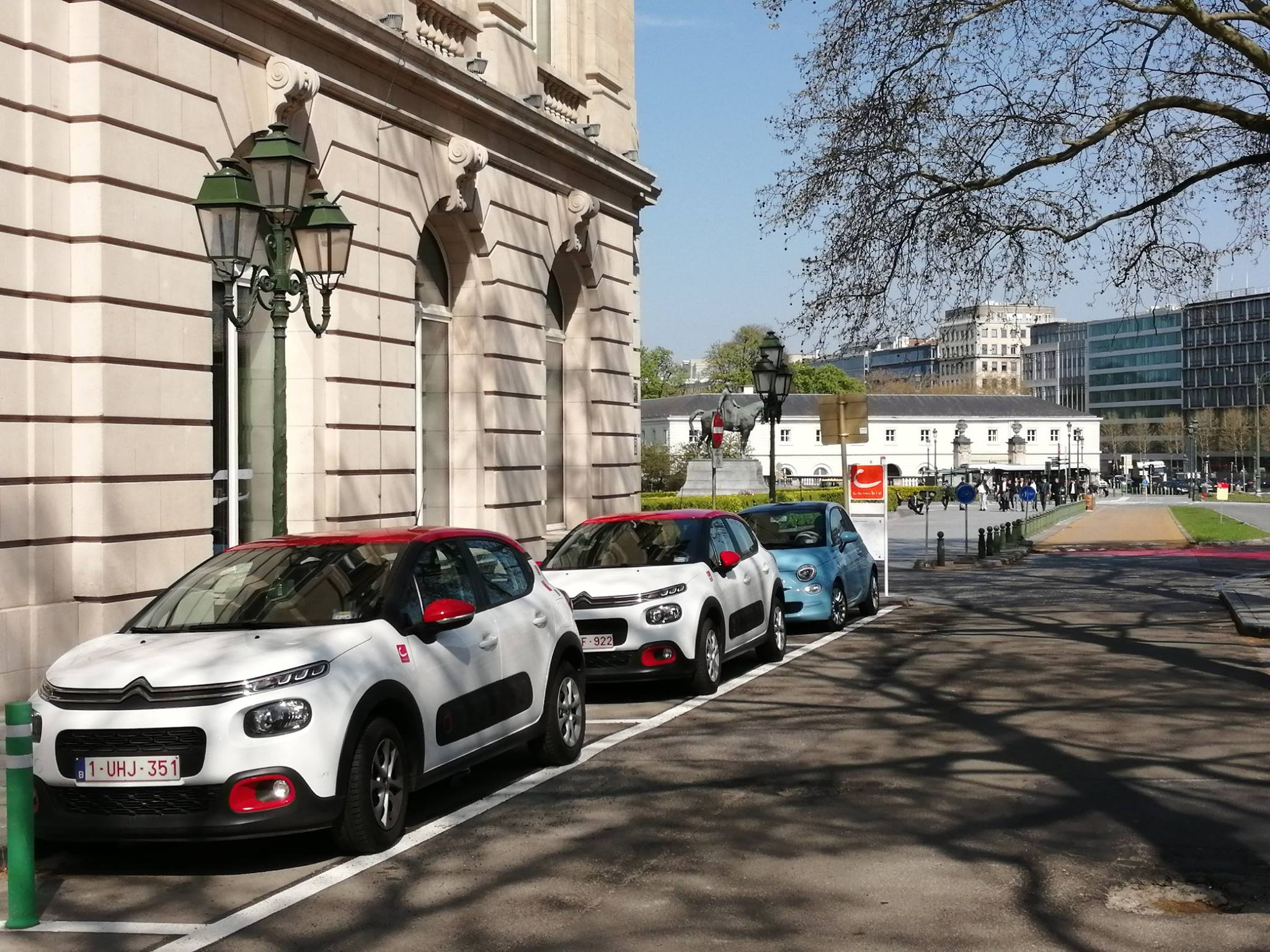
Cambio CarSharing-Station im belgischen Brüssel (2019)

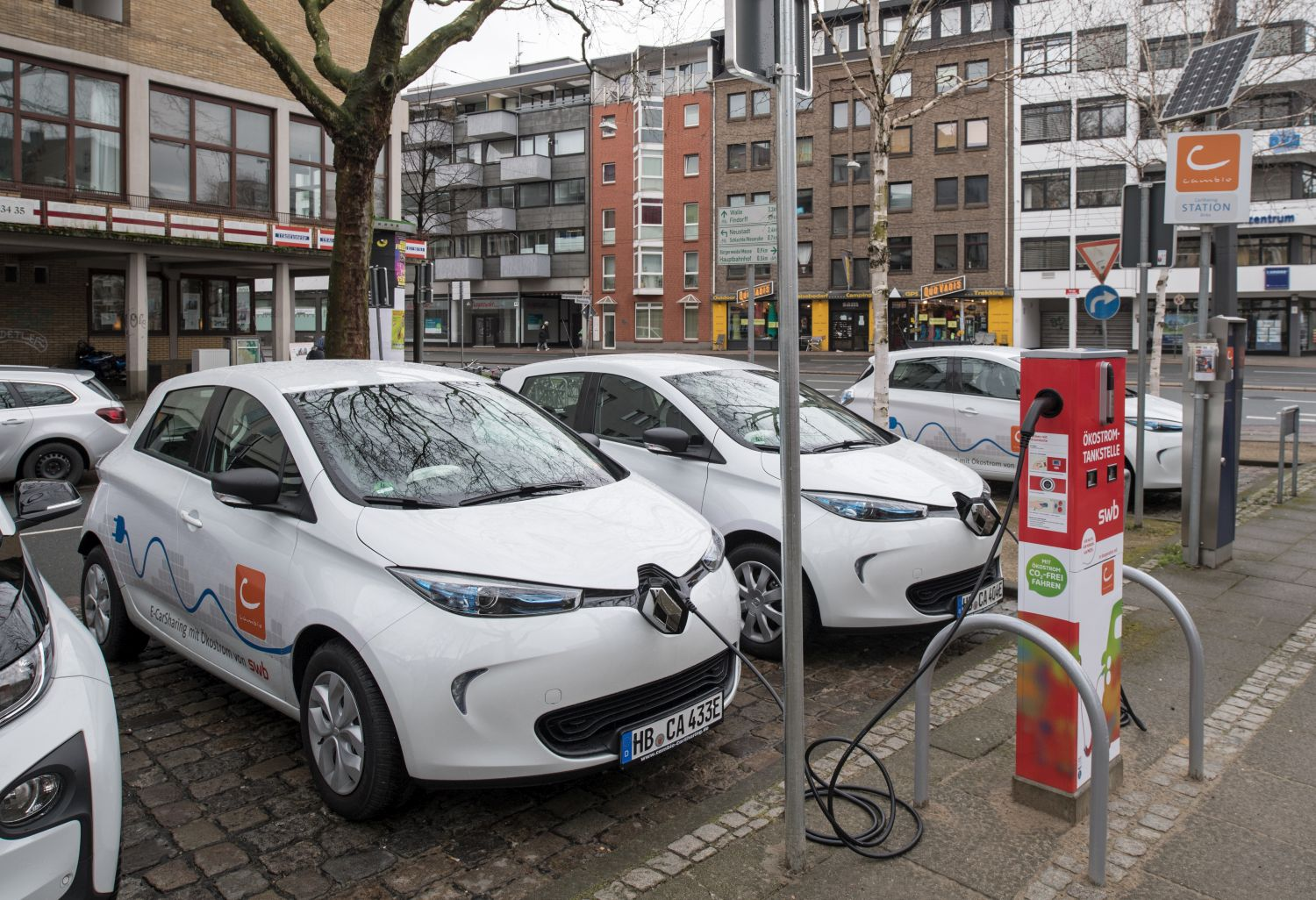
Cambio-Elektrofahrzeug, das in Aachen, Bielefeld, Bremen, Hamburg, Köln; Lüneburg und Saarbrücken eingesetzt wird: Renault ZOE (2019)

Die Idee ging aus der Umweltbewegung der 1980/90er Jahre hervor. Unabhängig voneinander starteten engagierte Menschen in Aachen, Bremen und Köln die gemeinschaftliche Nutzung von Fahrzeugen. StadtAuto Bremen und StadtteilAuto Aachen gehörten zu den ersten Anbietern der Carsharing-Branche, während StattAuto Köln erst 1992 entstand. Steigende Kundenzahlen führten zu einer Professionalisierung, und im März 2000 schlossen sich die drei unabhängigen Carsharing-Unternehmen zusammen und gründeten die Cambio-Gruppe – es entstand die Holding Cambio Mobilitätsservice GmbH & Co. KG mit Sitz in Bremen. In der Folge wurde das Angebot schrittweise ausgebaut und auf weitere Städte in Deutschland sowie im Nachbarland Belgien ausgeweitet. Die Cambio-Gruppe befindet sich heute noch überwiegend im Besitz von Kunden und Mitarbeitern.
StadtteilAuto Aachen brachte 2000 ein neu gegründetes Tochterunternehmen mit ein, die Saarmobil Carsharing GmbH. Zudem wurde im Gründungsjahr 2000 die Buchungsmöglichkeit von Cambio-Fahrzeugen per Internet eingeführt. Im Oktober 2001 schloss sich das Bielefelder Carsharing-Unternehmen CityMobil der Cambio-Gruppe an. Im April 2003 entstand aus dem Oldenburger Carsharing-Verein StadtTeilAuto das Unternehmen Cambio Oldenburg, und ebenfalls 2003 eröffnete Cambio Hamburg.
Seit 2002 gibt es Cambio Belgien in der Wallonie, seit 2003 in der Brüsseler Region und seit 2004 in Flandern. In Belgien hat Cambio gegenwärtig (Anfang 2018) mehr als 31.500 Kunden und verfügt über mehr als 1.160 Fahrzeuge an 458 Stationen.
Seit 2008 existiert ein Cambio-Angebot in Berlin. 2009 wurde der von der Campus Management GmbH betriebene Lüneburger Anbieter Campus Mobil an das Cambio-System angeschlossen, der mit 700 Kunden eine der höchsten Kundenzahlen pro Einwohner hat. Seit 2010 führt Cambio in Wuppertal das ehemalige Carsharing Angebot Carriba der Wuppertaler Stadtwerke unter eigener Marke fort.
2010 wurden der Service und die Qualität von Cambio Carsharing in den Städten Aachen, Bielefeld und Köln mit dem Servicetest-Engel des ADAC Nordrhein e. V. ausgezeichnet.
Seit März 2011 setzt Cambio zusammen mit Greenpeace Energy anfangs sechs Elektromobile im Carsharing-Betrieb in Hamburg ein, die mit Ökostrom aus zusätzlichen Ökokraftwerken geladen werden. Mitte November 2011 eröffnete Cambio zwei Carsharing-Stationen in Bonn, die Unternehmensgruppe war damit in 14 deutschen Städten vertreten. Zusammen mit Greenpeace Energy setzt Cambio ab März 2012 in Köln Elektroautos ein, die mit Ökostrom geladen werden.
Seit Mai bzw. November 2012 ist es mit der BuchungsApp von Cambio möglich, auch mit Apple-iOS- und Android-betriebenen Mobilgeräten Fahrzeuge zu buchen oder Buchungen zu ändern. Damit verknüpft ist eine freiwillige unmittelbare Qualitätskontrolle des Fahrzeugzustands.
Im April 2013 schloss sich Cambio der europäischen Kampagne Cleaner Car Contracts bei. Damit verpflichtete sich das Unternehmen, ab 2014 nur noch Pkw anzuschaffen, die im Schnitt weniger als 105 Gramm Kohlenstoffdioxid (CO2) pro Kilometer ausstoßen. Für diesen Schritt wurde das Carsharing-Unternehmen mit dem Goldenen Flottenaward des Cleaner Car Contracts ausgezeichnet.
Im September 2014 wurde je eine erste Cambio-Station in Eschweiler und in Herzogenrath eröffnet, bei denen teilweise Elektrofahrzeuge zum Einsatz kommen. Im Frühjahr 2015 eröffnete Cambio in Kooperation mit dem Klimapakt Flensburg fünf Stationen in Flensburg.

### Unternehmensbereiche
- Carsharing: Tochtergesellschaften in Aachen, Berlin, Bielefeld, Bremen, Bremerhaven, Flensburg, Hamburg, Köln, Lüneburg, Oldenburg, Saarbrücken und Wuppertal sowie in Brüssel, Flandern und der Wallonie. Es stehen Wagentypen vom Kleinwagen bis zum Transporter in fünf Preisklassen zur Verfügung, die stunden-, tage- oder wochenweise gebucht werden können.
- Carsharing-Service: Buchungsservice mit eigenem Callcenter.
- Technischer Service: Carsharing-Software und Fahrzeugzugangs-Systeme für Bordcomputer und Schlüsseltresore.

## Bewertung
Beim Carsharing-Test der Stiftung Warentest im September 2012 belegte Cambio den letzten Platz. Die Tester kritisierten vor allem die Allgemeinen Geschäftsbedingungen der Unternehmensgruppe; im Detail ging es um Haftungsausschluss bei Nutzung von Fahrzeugen ohne Winterreifen im Winter sowie um Unklarheiten bezüglich der Weitergabe von Kundendaten. Aufgrund der Kritik wurden von Cambio deren Allgemeine Geschäftsbedingungen zum 1. Juli 2013 überarbeitet. Im Nachfolgetest im Juli 2015 stellte die Stiftung Warentest nur noch geringe Mängel in den Allgemeinen Geschäftsbedingungen fest, Cambio belegte mit der Note „Gut“ (2,0) den dritten Platz von elf getesteten Anbietern. Bei der aktuellsten Untersuchung (test 5/2020) erhielt Cambio ebenfalls die Note „Gut“ (2,3).